# Guðrún Helgadóttir
Guðrún Helgadóttir (ur. 7 września 1935 w Hafnarfjörður, zm. 23 marca 2022) – islandzka polityk i pisarka, posłanka do Althingu i jego przewodnicząca w latach 1988–1991.

## Życiorys
W 1955 ukończyła szkołę średnią. Pracowała w sekretariacie dyrektora szkoły Menntaskólinn í Reykjavík, a także jako kierowniczka państwowego zakładu ubezpieczeń społecznych. Zajmowała się również pisarstwem, tworzyła głównie powieści dla dzieci i młodzieży, a także sztuki teatralne. Była działaczką Związku Ludowego, w latach 1977–1983 pełniła funkcję jego sekretarza. Od 1978 do 1982 była radną miejską w Reykjavíku. W latach 1979–1995 i w 1999 sprawowała mandat posłanki do Althingu. W latach 1988–1991 zajmowała stanowisko przewodniczącej islandzkiego parlamentu. W drugiej połowie lat 90. okresowo wykonywała mandat deputowanej jako zastępca poselski.